# Старопавловская
Старопа́вловская — станица в Кировском городском округе Ставропольского края Российской Федерации.

## Варианты названия
- Старо-Павловка,
- Старо-Павловская[2].

## География
Расстояние до краевого центра по автомобильным дорогам: 240 км. Расстояние до районного центра по автомобильной дороге: 12 км.

## История
Дата основания: 18 сентября 1777 года.
До 1 мая 2017 года станица была административным центром упразднённого Старопавловского сельсовета.

## Население
| 1782  | 1844  | 1853  | 1858  | 1865  | 1870  | 1882  | 1890  | 1896  |
| ----- | ----- | ----- | ----- | ----- | ----- | ----- | ----- | ----- |
| 683   | ↗960  | ↗1307 | ↗1401 | ↘1093 | ↗1313 | ↗1566 | ↗1731 | ↗2012 |
| 1911  | 1914  | 1925  | 1926  | 1989  | 2002  | 2010  | 2014  | 2021  |
| ↗2938 | ↗3367 | ↘2642 | ↗2661 | ↘2256 | ↗3027 | ↘2936 | ↘2900 | ↘2851 |

По данным переписи 2002 года, 85 % населения — русские.

## Инфраструктура
- Дом культуры. Открыт 12 ноября 1966 года[13] (по другим данным 22 октября[14])
- Библиотека. Открыта 27 мая 1970 года[15]
- Фельдшерско-акушерский пункт
- Почтовое отделение № 15
- Общественное открытое кладбище площадью 52 288 м²[16].

## Образование
- Детский сад № 15 «Веселый улей»
- Средняя общеобразовательная школа № 9
- Специальная (коррекционная) общеобразовательная школа-интернат № 16 VIII вида

## Культура
Народный фольклорный коллектив «Терские казаки». Образован 10 сентября 1986 года

## Русская православная церковь
- Церковь святителя Николая Чудотворца. Основана в 1990 году[17]

## Памятники
- Братская могила 5 активистов и 48 красноармейцев, погибших за советскую власть. Январь 1919, 1946 года[18]
- Братская могила советских воинов, погибших при освобождении станицы от фашистских захватчиков. 1943, 1948 года[19]
- Братская могила советских воинов, погибших в борьбе с фашистами. 1942—1943, 1946 года[20]
- Памятник В. И. Ленину. 1964 год[21]